# Christoph Morgner

Präses Christoph Morgner als Referent auf einer Konferenz in Vorpommern 1999

Werner Christoph Morgner (* 14. Oktober 1943) ist ein deutscher Theologe und Buchautor.

## Leben
Morgner stammt aus der Nähe von Zwickau. Nach der Schulzeit siedelte er im Jahr 1958 mit seinen Eltern nach Niedersachsen um.
Nach einer Ausbildung zum Kaufmann absolvierte er den Grundwehrdienst und arbeitete 1968 zuletzt als stellvertretender Abteilungsleiter in einem Kaufhaus. Nebenberuflich legte er die kirchenmusikalische C-Prüfung ab.
1968 trat er in das Hermannsburger Pfarrvikarseminar (Pfarrvikarsausbildung ohne Reifeprüfung) der Hannoverschen Landeskirche ein. Nach dem Theologiestudium in Hermannsburg und an der Theologischen Akademie in Celle trat er 1975 zuerst als Pfarrvikar dann als Pfarrer in den Dienst der Landeskirche. Morgner war 14 Jahre Gemeindepfarrer in Uetze-Dollbergen (Region Hannover). Zusätzlich erteilte er Religionsunterricht am Gymnasium in Uetze. Mehr als 10 Jahre war er ehrenamtlicher Vorsitzender des Hannoverschen Verbandes Landeskirchlicher Gemeinschaften.
Von 1989 bis zu seinem Ruhestand 2009 war er der Präses des Evangelischen Gnadauer Gemeinschaftsverbandes, der Dachorganisation der Gemeinschaftsbewegung in Deutschland, Österreich und der Niederlande. Sein Vorgänger in diesem Amt war Kurt Heimbucher.
Im Jahr 1999 promovierte Morgner zum Dr. theol. an der Martin-Luther-Universität Halle-Wittenberg über Geistliche Leitung als theologische Aufgabe. Er ist Verfasser und Herausgeber zahlreicher Bücher.
Morgner ist verheiratet und hat mit seiner Ehefrau drei Kinder.

## Mitgliedschaften
Morgner war unter anderem Mitglied des Hauptvorstandes der Deutschen Evangelischen Allianz und der EKD-Synode. Von 1991 bis 2010 war er Vorstandsmitglied des evangelikalen Vereins ProChrist, der Massenevangelisationen veranstaltet. Außerdem war er Mitglied des Leiterkreises der Koalition für Evangelisation (Lausanner Bewegung). Seit 2006 ist er Mitglied der Jury des ökumenischen Predigtpreises.

## Ehrungen
- 2011: Verdienstkreuz am Bande der Bundesrepublik Deutschland[6]

## Veröffentlichungen (Auswahl)
- Glaube, der sich sehen lässt: Christsein im Spannungsfeld ethischer Entscheidungen, Brunnen Verlag (Gießen) 1993, 2. Aufl. 2001, ISBN 978-3-7655-1012-0.
- Geistliche Leitung als theologische Aufgabe: Kirche – Pietismus – Gemeinschaftsbewegung (Zugl. Dissertation, Universität, Halle 1999), Calwer Verlag, Stuttgart 2000, ISBN 978-3-7668-3692-2.
- Nehmt einander an, wie Christus euch angenommen hat zu Gottes Lob (Reihe: Das Lesebuch zur Jahreslosung: 2015), Brunnen-Verlag, Gießen 2014, ISBN 978-3-7655-4239-8.
- Tinte, Thesen, Temperamente: ein Lesebuch auf den Spuren von Martin Luther (als Hrsg.), Brunnen-Verlag, Gießen 2016, ISBN 978-3-7655-2064-8.
- Suche Frieden und jage ihm nach! Das Lesebuch zur Jahreslosung 2019, Brunnen-Verlag, Gießen 2018, ISBN 978-3-7655-4335-7.
- Ich glaube; hilf meinem Unglauben!, Brunnen Verlag, Gießen 2019, ISBN 978-3-7655-4347-0.
- Weise & gelassen älter werden, Brunnen Verlag, Gießen 2020, ISBN 978-3-7655-0756-4.
- Du bist ein Gott, der mich sieht (Das Lesebuch zur Jahreslosung), Brunnen Verlag, Gießen 2022, ISBN 978-3-7655-3685-4.

als Mitherausgeber
- mit Johannes Berthold: Gott nahe zu sein ist mein Glück. Das Lesebuch zur Jahreslosung 2014, Brunnen-Verlag, Gießen 2013, ISBN 978-3-7655-4202-2.
- mit Johannes Berthold: Ich schenke euch ein neues Herz und lege einen neuen Geist in euch. Das Lesebuch zur Jahreslosung 2017, Brunnen-Verlag, Gießen 2016, ISBN 978-3-7655-4295-4.